# (907) Rhoda
(907) Rhoda es un asteroide perteneciente al cinturón de asteroides descubierto el 12 de noviembre de 1918 por Maximilian Franz Wolf desde el observatorio de Heidelberg-Königstuhl, Alemania.
Está nombrado en honor de la esposa del astrónomo estadounidense Edward Emerson Barnard.